# Ana Cruz
Ana Cruz (Visconde do Rio Branco (Minas Gerais), 20 de agosto de 1965) é uma poetisa brasileira.
Publicou em 1995 o seu primeiro livro, E... feito de luz. Lançou em 2011 o projeto Mulheres Bantas, Vozes de Minhas Antepassadas, que incluiu um seminário sobre literatura afro-brasileira e o lançamento de um DVD com leituras de seus poemas

## Obras
- 1995 - E... feito de luz (Ykenga Editorial)
- 1999 - Com o perdão da palavra (Ed. da Autora)
- 2001 - Mulheres Q’ Rezam (Ed. da Autora)
- 2008 - Guardados da memória (Ed. da Autora)